# Длинноногая чесночница
Длинноногая чесночница (лат. Megophrys longipes) — вид бесхвостых земноводных из семейства рогатых чесночниц, обитающий в Юго-Восточной Азии.

## Описание
Общая длина достигает 8—10 см. В общем похожа на других представителей семейства. Отличается более лёгким телосложением, длинными стройными ногами, заострённой мордой и более выраженным тёмным рисунком.

## Образ жизни
Населяет горные тропические леса на высоте до 1000 м над уровнем моря. Обитает по берегам рек и ручьёв. Ведёт наземный образ жизни, проводя день зарывшись в листовую подстилку и выходя на охоту ночью. Питается наземными беспозвоночными, поджидая добычу в засаде.

## Размножение
Это яйцекладущее земноводное.

## Распространение
Распространена в Таиланде, Камбодже, Вьетнаме и на западе Малайзии.